# 점과 직선 사이의 거리
점과 직선 사이의 거리는 점에서 직선에 이를 수 있는 가장 가까운 거리를 의미한다. 점에서 직선에 수선의 발을 내릴 때, 그 점과 수선의 발을 이은 선분의 길이와도 같다.

## 공식

### 직선의 방정식
직선의 방정식은 다음과 같이 나타낼 수 있다.
ax + by + c = 0
이 때 a, b, c는 모두 실수 상수이고 a와 b는 동시에 0이 될 수 없다. 이 직선에서 점 (x0, y0)까지의 거리는 다음과 같다.:p.14
{\displaystyle {\frac {|ax_{0}+by_{0}+c|}{\sqrt {a^{2}+b^{2}}}}}
이 때 점 (x0, y0)과 가장 가까운 직선상의 좌표, 즉 점에서 직선에 내린 수선의 발의 좌표는 다음과 같다.
{\displaystyle x={\frac {b(bx_{0}-ay_{0})-ac}{a^{2}+b^{2}}}{\text{, }}y={\frac {a(-bx_{0}+ay_{0})-bc}{a^{2}+b^{2}}}}
수직선과 수평선의 경우
위에서 a와 b가 동시에 0이 될 수 없다고 했는데, 이 경우 직선이 정의되지 않기 때문이다. 하지만 a나 b 둘 중 하나만 0이 될 수는 있다. a가 0인 경우 직선의 방정식은 y = −⁠c/b⁠이 되어 수평선의 형태를 띈다. 이 때 점 (x0, y0)로부터의 거리는 단순히 선분의 길이를 재면 되고, 그 결과 |y0 − (−⁠c/b⁠)| = ⁠|by0 + c|/|b|⁠로 나타난다. 이와 비슷하게 b만 0인 경우에는 직선이 수직선이 되어 점과 직선 사이의 거리는 ⁠|ax0 + c|/|a|⁠가 된다.

### 두 점을 지나는 직선에 대해
방정식이 아니라 두 점 P1 = (x1, y1)과 P2 = (x2, y2)를 지난다고 정의된 직선의 경우를 한 번 살펴보자. 이 경우 점 (x0, y0)과 직선 사이의 거리는 다음과 같다.
{\displaystyle {\frac {|(x_{2}-x_{1})(y_{1}-y_{0})-(x_{1}-x_{0})(y_{2}-y_{1})|}{\sqrt {(x_{2}-x_{1})^{2}+(y_{2}-y_{1})^{2}}}}}
여기서 분모는 점 P1와 P2 사이의 거리를 나타낸다. 분자는 세 점 (x0, y0), P1, P2가 이루는 삼각형의 넓이의 2배와도 같다. 밑변의 길이가 b, 높이가 h라고 할 때 삼각형의 넓이가 A = ⁠1/2⁠ bh인 것을 생각해보자. 이 때 점과 직선 사이의 거리는 이 식에서 h를 남기고 나머지를 이항한  h = ⁠2A/b⁠과 다름 없다.

## 증명

### 대수적 증명
이 증명은 a와 b가 모두 0이 아닌 값을 가질 때만 사용 가능하다.
ax + by + c = 0이 나타내는 직선의 기울기는 −a/b이므로, 그 직선에 수직한 직선의 기울기는 b/a이다. 이 때 점 (x0, y0)을 지나고 기울기가 b/a인 직선이 ax + by + c = 0와 만나는 교점을 (m, n)이라 해보자. 그러면 기울기의 정의에 의해 다음의 식이 성립한다.
{\displaystyle {\frac {y_{0}-n}{x_{0}-m}}={\frac {b}{a}}}
따라서 {\displaystyle a(y_{0}-n)-b(x_{0}-m)=0}이고, 양변을 제곱하면 다음의 식을 얻을 수 있다.
{\displaystyle a^{2}(y_{0}-n)^{2}+b^{2}(x_{0}-m)^{2}=2ab(y_{0}-n)(x_{0}-m)}
이제 다음을 생각해보자.
{\displaystyle {\begin{aligned}(a(x_{0}-m)+b(y_{0}-n))^{2}&=a^{2}(x_{0}-m)^{2}+2ab(y_{0}-n)(x_{0}-m)+b^{2}(y_{0}-n)^{2}\\&=\left(a^{2}+b^{2}\right)\left((x_{0}-m)^{2}+(y_{0}-n)^{2}\right)\end{aligned}}}
여기에 (m, n)이 ax + by + c = 0 위의 점이기 때문에 다음의 식도 성립한다.
{\displaystyle (a(x_{0}-m)+b(y_{0}-n))^{2}=(ax_{0}+by_{0}-am-bn)^{2}=(ax_{0}+by_{0}+c)^{2}}
즉 이 둘을 연립하면 아래의 식이 나온다.
{\displaystyle \left(a^{2}+b^{2}\right)\left((x_{0}-m)^{2}+(y_{0}-n)^{2}\right)=(ax_{0}+by_{0}+c)^{2}}
유클리드 거리의 정의에 의해 (m, n)과 (x0, y0)의 거리는 다음과 같이 유도된다.
{\displaystyle d={\sqrt {(x_{0}-m)^{2}+(y_{0}-n)^{2}}}={\frac {|ax_{0}+by_{0}+c|}{\sqrt {a^{2}+b^{2}}}}}

### 기하학적 증명

기하학적 증명의 참고그림

이 증명은 a와 b가 모두 0이 아닌 값을 가질 때만 사용 가능하다.
점 P(x0, y0)에서 직선 Ax + By + C = 0에 내린 수선의 발을 R이라 하자. 또 P에서 y축에 평행한 직선을 내려 직선과 만나는 교점을 S라 하자. 직선에서 임의의 점 T를 잡아 우측 그림과 같이 직각삼각형 ∆TVU를 만들자. 이 때 직선의 기울기는 -A/B로 쓸 수 있다.
∆PRS와 ∆TVU는 ∠PSR = ∠TUV인고로 세 내각이 모두 같아 서로 닮음이다. 이에 따라 다음의 공식이 성립한다.
{\displaystyle {\frac {|{\overline {PR}}|}{|{\overline {PS}}|}}={\frac {|{\overline {TV}}|}{|{\overline {TU}}|}}}
점 S의 좌표를 (x0, m)라 할 때 선분 PS, TV, TU의 길이를 고려하면 식은 다음과 같이 쓸 수 있다.
{\displaystyle |{\overline {PR}}|={\frac {|y_{0}-m||B|}{\sqrt {A^{2}+B^{2}}}}}
이 때 S가 놓여있는 직선의 방정식을 알기 때문에 m은 다음과 같이 쓸 수 있다.
{\displaystyle m={\frac {-Ax_{0}-C}{B}}}
따라서 최종적으로 다음의 식을 얻는다.
{\displaystyle |{\overline {PR}}|={\frac {|Ax_{0}+By_{0}+C|}{\sqrt {A^{2}+B^{2}}}}}

### 벡터의 사영을 사용한 증명

벡터의 사영을 이용한 증명의 참고 그림

점 P(x0, y0)와 직선 ax + by + c = 0 사이의 거리를 구하고 싶다고 해보자. 이 때 직선에서 임의의 점 Q(x1, y1)을 잡고 이를 출발점으로 직선에 수직한 벡터 n=(a, b)을 잡는다. 점 P와 직선 사이의 거리는 {\displaystyle {\overrightarrow {QP}}}를 n=(a, b)에 정사영한 길이와 같다. 이를 수식으로 나타내면 다음과 같다.
{\displaystyle d={\frac {|{\overrightarrow {QP}}\cdot \mathbf {n} |}{\|\mathbf {n} \|}}}
{\displaystyle {\overrightarrow {QP}}=(x_{0}-x_{1},y_{0}-y_{1})}이므로 {\displaystyle {\overrightarrow {QP}}\cdot \mathbf {n} =a(x_{0}-x_{1})+b(y_{0}-y_{1})}이다. {\displaystyle \|\mathbf {n} \|={\sqrt {a^{2}+b^{2}}}}이므로 식은 다음과 같이 정리할 수 있다.
{\displaystyle d={\frac {|a(x_{0}-x_{1})+b(y_{0}-y_{1})|}{\sqrt {a^{2}+b^{2}}}}}
이 때 Q(x1, y1)가 놓인 직선의 방정식을 알기 때문에 식은 최종적으로 다음과 같다.
{\displaystyle d={\frac {|ax_{0}+by_{0}+c|}{\sqrt {a^{2}+b^{2}}}}.}

## 같이 보기
- 꼬인 위치

## 참고 문헌
- Anton, Howard (1994), 《Elementary Linear Algebra》 7판, John Wiley & Sons, ISBN 0-471-58742-7
- Ballantine, J.P.; Jerbert, A.R. (1952), “Distance from a line or plane to a point”, 《American Mathematical Monthly》 59: 242–243, doi:10.2307/2306514
- Larson, Ron; Hostetler, Robert (2007), 《Precalculus: A Concise Course》, Houghton Mifflin Co., ISBN 0-618-62719-7
- Spain, Barry (2007) [1957], 《Analytical Conics》, Dover Publications, ISBN 0-486-45773-7

## 읽을 거리
- Deza, Michel Marie; Deza, Elena (2013), 《Encyclopedia of Distances》 2판, Springer, 86쪽, ISBN 9783642309588